# The Kids Are All Right (phim)
The Kids Are All Right (Lũ trẻ đều ổn) là một bộ phim hài chính kịch của Mỹ năm 2010 do Lisa Cholodenko đạo diễn, đồng viết kịch bản với Stuart Blumberg. Đây là một bộ phim thành công trên Sundance năm 2010. Phim công chiếu hạn chế vào ngày 9 tháng 7 năm 2010, mở rộng đến nhiều cụm rạp hơn ngày 30 tháng 7 năm 2010. Phim được phát hành trên DVD và Blu-ray ngày 16 tháng 11 năm 2010. Phim được trao giải Quả cầu vàng cho phim ca nhạc hoặc phim hài hay nhất và Annette Benning cũng đoạt giải Quả cầu vàng cho nữ diễn viên phim ca nhạc hoặc phim hài xuất sắc nhất. Phim còn nhận bốn đề cử giải Oscar trong đó có hạng mục Phim hay nhất tại lễ trao giải Oscar lần thứ 83.